# Jan Sovák
Jan Sovák (13. února 1953 Tábor – 14. dubna 2025) byl původem český akademický malíř, který žil od roku 1982 v Kanadě (provincie Alberta). Do České republiky se vrátil v roce 2017, hlavně z důvodu tvorby expozic pro Národní muzeum v Praze.

## Životopis
V dětství navštěvoval Lidovou školu umění v Táboře, kde jej učil základům výtvarné práce malíř Karel Valtr. Poté absolvoval Střední uměleckoprůmyslovou školu keramickou v Bechyni a vystudoval obor chovatelství koní na Vysoké škole zemědělské. V roce 1982 emigroval s manželkou Danielou Jeriovou do Kanady.
Jan Sovák se od mládí zajímal o dinosaury a pravěk, k čemuž ho inspiroval svým dílem především akademický výtvarník Zdeněk Burian. Sen o kreslení a malování dinosaurů se mu splnil po emigraci. Malíř je znám stovkami rekonstrukcí pravěkého života (často s dinosauřími náměty), které vytvářel pod vedením vědců, jako například kanadského paleontologa Philipa J. Currieho. Spolupracoval také s Bořivojem Zárubou. Jeho dílo zahrnuje více než 170 ilustrovaných knih v patnácti jazycích. Jeho ilustrace se objevily i ve dvanácti vzdělávacích filmech z produkce Discovery Channel Worldwide a spolupracoval též s National Geographic. Mimo jiné ilustroval i vědeckofantastický román Jurský park, který byl předlohou pro stejnojmenný film Stevena Spielberga.
Byl považován za jednoho z nejlepších paleoartistů (či paleo-umělců), jak se v anglosaských zemích označují kreslíři tematiky pravěku.
Dne 17. listopadu 2019 bylo Janu Sovákovi uděleno čestné občanství města Tábora.

## Úmrtí
Jan Sovák zemřel po těžké nemoci dne 14. dubna 2025 ve věku 72 let.